# Hartenbos
Hartenbos is een stad in de Zuid-Afrikaanse provincie West-Kaap. Hartenbos behoort tot de gemeente Mosselbaai dat onderdeel van het district Tuinroute is.